# Amphilochus ruperti
Amphilochus ruperti is een vlokreeftensoort uit de familie van de Amphilochidae. De wetenschappelijke naam van de soort is voor het eerst geldig gepubliceerd in 1988 door Moore.